# Indeed
Indeed ist eine Jobbörse, die im November 2004 in den Vereinigten Staaten gegründet wurde und ihren Hauptsitz im texanischen Austin und Stamford, Connecticut hat. Als single-topic search engine ist sie eine vertikale Suchmaschine. Derzeit ist Indeed in etwa 60 Ländern und 28 Sprachen verfügbar. Seit 2012 gehört Indeed der japanischen Recruit.

## Geschichte
Indeed wurde 2004 von Paul Forster und Rony Kahan gegründet. Die ersten Büros wurden in den jetzigen Hauptsitzen Austin, Texas, und Stamford, Connecticut, eröffnet. In den Büros in Stamford sind die Teams für Vertrieb, Kundendienst, Finanzen und Personalwesen untergebracht, während sich die Mitarbeiter der Produktentwicklung in Austin befinden.
Im Jahr 2005 startete Indeed seine Beta-Version des sogenannten pay-per-click job advertising network, welches bis heute Bestand hat. Neben der Suche nach Stellenangeboten ermöglicht das Netzwerk die Darstellung des Vorkommens von Suchbegriffen im Zeitverlauf als Indikator für Trends auf dem Stellenmarkt. Das Unternehmen erhielt in seiner Geschichte eine einmalige Investitionsrunde in Höhe von 5 Millionen Dollar von Union Square Ventures, The New York Times Company und Allen & Company.
Seit 2011 ermöglicht die Seite die direkte Bewerbung für Jobsuchende sowie das Erstellen eines Online-Lebenslaufs. Andere Bestandteile der Produktpalette sind das Indeed-Unternehmensprofil sowie ITA Apply, mit Hilfe dessen Arbeitgeber gezielt Kriterien für Bewerber festlegen und diesen ihre Stellenangebote anzeigen lassen können.
Am 1. Oktober 2012 wurde Indeed zu einem unabhängigen operativen Tochterunternehmen der in Japan ansässigen Recruit Co. Ltd. Am 1. Juli 2016 hat die Recruit Holdings Co., Ltd. bekanntgegeben, dass sie die Vermögenswerte des Konkurrenten von Indeed, Simply Hired, erworben hat, der Verlagspartner von Indeed werden würde. 2018 wurde auch die Arbeitgeberbewertungsseite Glassdoor von Recruit übernommen und so zu einem Schwesterunternehmen von Indeed.
Indeed hat am 30. Mai 2019 verkündet, dass sie eine Vereinbarung zur Übernahme von Syft, einer führenden Rekrutierungsplattform für den Gastgewerbe-, Event- und Leichtindustriesektor in Großbritannien, unterzeichnet hat. Im selben Jahr verkündete das Unternehmen die Übernahme von ClickIQ, einer KI-basierten Jobsuchmaschinen-Plattform aus England.
Am 22. März 2023 kündigte Indeed an, weltweit rund 2.200 Mitarbeiter zu entlassen, was 15 % der Belegschaft entspricht.

## Unternehmen
In Deutschland ist Indeed mit einer Niederlassung in Düsseldorf vertreten und mit einem Anteil von 39 % an allen Jobsuchen im Jahr 2019 die führende Jobseite, was die Nutzerzahl betrifft. Im Vereinigten Königreich ist Indeed über die Indeed UK Operations Ltd. tätig, die eine Tochtergesellschaft der Indeed Operations Ireland Ltd. ist. Der Umsatz betrug dort im Jahr 2019 rund 41 Mio. £.
Im Oktober 2010 überholte Indeed Monster.com und wurde damit zur meistbesuchten Job-Webseite in den Vereinigten Staaten. Nach eigenen Angaben hat Indeed weltweit jeden Monat 300 Millionen Besucher auf seiner Website.
Die Website aggregiert Stellenangebote von Tausenden von Websites, darunter Jobbörsen, Personaldienstleistungsunternehmen, Verbänden und Karriereseiten von Unternehmen. Indeed generiert Einnahmen durch den Verkauf von Produkten im Bereich Stellenanzeigen, Employer Branding und Lebenslaufsuchen an Arbeitgeber und Unternehmen, die Personal einstellen wollen.

## Sponsorship
Seit der Saison 2017/18 ist Indeed Haupt- und Trikot-Sponsor des Fußball-Bundesligisten Eintracht Frankfurt. Zunächst verhandelten beide Seiten einen Vertrag bis 30. Juni 2020, dieser wurde jedoch 2019 vorzeitig bis 2023 verlängert. 2022 wurde die Vereinbarung bis 2026 verlängert sowie das Trikotsponsoring auf die U21 und die Frauenmannschaft ausgedehnt.